# Шевченко Віталій Іванович (художник)
Віталій Іванович Шевченко (20 листопада 1935, Запоріжжя — 2007) — український графік; член Спілки радянських художників України.

## Біографія
Народився 20 листопада 1935 року в місті Запоріжжі (нині Україна). 1956 року закінчив Одеське художнє училище; 1962 року — Харківський художній інститут. Навчався у Василя Мироненка, Григорія Бондаренка, Володимира Селезньова.
Мешкав у Харкові в будинку на вулиці Лисенка, № 6. Помер у 2007 році.

## Творчість
Працював у галузях станкової та книжкової графіки. Серед робіт:
графічні серії
- «Запоріжсталь» (1959);
- «Щасливе дитинство» (1963);
- «В'єтнам переможе» (1967; «Стіна», «Клятва» і «Горе матері» у колекції Хмельницького обласного художнього музею[1]);
- «Земля для сонця» (1969).

Оформив та ілюстрував книгу «Одна доба» В. Омельченка (1965) та інші.
Брав участь у республіканських виставках з 1960 року, всесоюзних — з 1962 року.